# Elecciones federales de México de 2021 en Oaxaca
Las elecciones federales de México de 2021 en Oaxaca se llevaron a cabo el domingo 6 de junio de 2021, y en ellas se renovaron los siguientes cargos de elección popular:
- 10 diputados federales. Miembros de la cámara baja del Congreso de la Unión. Diez elegidos por mayoría simple. Todos ellos electos para un periodo de tres años a partir del 1 de agosto de 2021 con la posibilidad de reelección por hasta tres periodos adicionales.

## Resultados electorales

### Diputados federales por Oaxaca

#### Diputados Electos
| Distrito | Candidato                        | Partido | Tipo de elección |
| -------- | -------------------------------- | ------- | ---------------- |
| 1        | Ángel Domínguez Escobar          |         | Mayoría relativa |
| 2        | Irma Juan Carlos                 |         | Mayoría relativa |
| 3        | Margarita García García          |         | Mayoría relativa |
| 4        | Azael Santiago Chepi             |         | Mayoría relativa |
| 5        | Carol Antonio Altamirano         |         | Mayoría relativa |
| 6        | Beatriz Pérez López              |         | Mayoría relativa |
| 7        | José Antonio Estefan Gillessen   |         | Mayoría relativa |
| 8        | Benjamín Robles Montoya          |         | Mayoría relativa |
| 9        | María del Carmen Bautista Pelaez |         | Mayoría relativa |
| 10       | Daniel Gutiérrez Gutiérrez       |         | Mayoría relativa |

#### Resultados
|  | 44.92 % |

|  | 20.98 % |

|  | 6.90 % |

|  | 4.97 % |

|  | 4.09 % |

|  | 3.82 % |

|  | 3.20 % |

|  | 2.65 % |

|  | 2.49 % |

|  | 2.02 % |

|  | 3.92 % |

|  | 0.05 % |

|  | 100 % |

|  | 56.63 % |

## Resultados por distrito electoral

### Distrito 1. San Juan Bautista Tuxtepec
|  | 53.18 % |

|  | 30.84 % |

|  | 4.65 % |

|  | 2.98 % |

|  | 2.51 % |

|  | 2.27 % |

|  | 3.40 % |

|  | 0.16 % |

|  | 100 % |

### Distrito 2. Teotitlán de Flores Magón
|  | 41.28 % |

|  | 35.11 % |

|  | 5.65 % |

|  | 4.94 % |

|  | 2.54 % |

|  | 2.37 % |

|  | 2.03 % |

|  | 1.91 % |

|  | 72.47 % |

|  | 72.47 % |

|  | 100 % |

### Distrito 3. Heroica Ciudad de Huajuapan de León
|  | 56.74 % |

|  | 25.99 % |

|  | 6.32 % |

|  | 2.87 % |

|  | 2.35 % |

|  | 1.97 % |

|  | 3.72 % |

|  | 0.04 % |

|  | 100 % |

### Distrito 4. Tlacolula de Matamoros
|  | 61.96 % |

|  | 24.76 % |

|  | 2.86 % |

|  | 2.53 % |

|  | 2.08 % |

|  | 1.50 % |

|  | 4.27 % |

|  | 0.04 % |

|  | 100 % |

### Distrito 5. Salina Cruz
|  | 67.45 % |

|  | 21.00 % |

|  | 2.54 % |

|  | 1.99 % |

|  | 1.93 % |

|  | 1.82 % |

|  | 3.24 % |

|  | 0.03 % |

|  | 100 % |

### Distrito 6. Heroica Ciudad de Tlaxiaco
|  | 42.90 % |

|  | 24.89 % |

|  | 12.16 % |

|  | 4.05 % |

|  | 3.68 % |

|  | 3.06 % |

|  | 2.07 % |

|  | 1.89 % |

|  | 5.25 % |

|  | 0.04 % |

|  | 100 % |

### Distrito 7. Ciudad Ixtepec
|  | 56.76 % |

|  | 31.34 % |

|  | 2.89 % |

|  | 2.21 % |

|  | 2.18 % |

|  | 1.97 % |

|  | 2.64 % |

|  | 0.03 % |

|  | 100 % |

### Distrito 8. Oaxaca de Juárez
|  | 52.58 % |

|  | 30.50 % |

|  | 4.34 % |

|  | 4.10 % |

|  | 3.82 % |

|  | 1.68 % |

|  | 2.93 % |

|  | 0.06 % |

|  | 100 % |

### Distrito 9. Puerto Escondido
|  | 45.70 % |

|  | 41.56 % |

|  | 2.79 % |

|  | 2.27 % |

|  | 1.72 % |

|  | 1.64 % |

|  | 4.29 % |

|  | 0.03 % |

|  | 100 % |

### Distrito 10. Miahuatlán de Porfirio Díaz
|  | 40.32 % |

|  | 31.26 % |

|  | 8.14 % |

|  | 5.51 % |

|  | 3.37 % |

|  | 2.13 % |

|  | 2.12 % |

|  | 1.54 % |

|  | 5.54 % |

|  | 0.05 % |

|  | 100 % |